# Pardosa completa
Pardosa completa là một loài nhện trong họ Lycosidae.
Loài này thuộc chi Pardosa. Pardosa completa được Carl Friedrich Roewer miêu tả năm 1959.